# Alberto Canepa
Alberto Canepa (Genova, 11 ottobre 1946) è un regista, attore e musicista italiano.

## Biografia
Nel 1972 partecipa al Festival di Sanremo con il gruppo Delirium di Ivano Fossati, accompagnando il loro brano Jesahel.
Nello stesso anno fonda, insieme ai fratelli Ruben e Nestor Ortega, Gianni Martini e Bruno Biggi, il gruppo di rock progressivo La Famiglia degli Ortega; con il gruppo, tra le altre cose, partecipa a Un disco per l'estate 1974 con la canzone Stanlio e Ollio, scritta da Canepa con Martini.
L'anno successivo, in seguito all'incontro tra alcuni componenti del gruppo e Gian Piero Alloisio Canepa è tra i fondatori dell'Assemblea Musicale Teatrale, con cui pubblica quattro album.
Si trasferisce negli anni '80 a Bologna, dove si avvicina all'attività di regista teatrale e di documentari.

## Discografia con La Famiglia degli Ortega

### 33 giri
- 1973: La Famiglia degli Ortega (Carosello, CLN 25029)

### 45 giri
- 1973: Awamalaia/Sogno di una casa (Carosello, CI 20349)
- 1974: Stanlio e Ollio/Una vecchia corriera chiamata "Harry Way" (Carosello, CI 20374)

### CD
- 1973: La Famiglia degli Ortega (Vinyl Magic, VM 062)

## Discografia con l'Assemblea Musicale Teatrale

### 33 giri
- 1976: Dietro le sbarre (I dischi dello zodiaco, VPA 8325)
- 1977: Marilyn (L'Alternativa, ALT 001)
- 1979: Il sogno di Alice (EMI Italiana, 3C 064-18424)

### CD
- 2002: La rivoluzione c'è già stata (Storie di Note)

## Filmografia
- La sorprendente eredità del tontodimammà (1977)
- Bianco, rosso e Verdone (1981)
- Acqua e sapone (1983)